# 扎仓

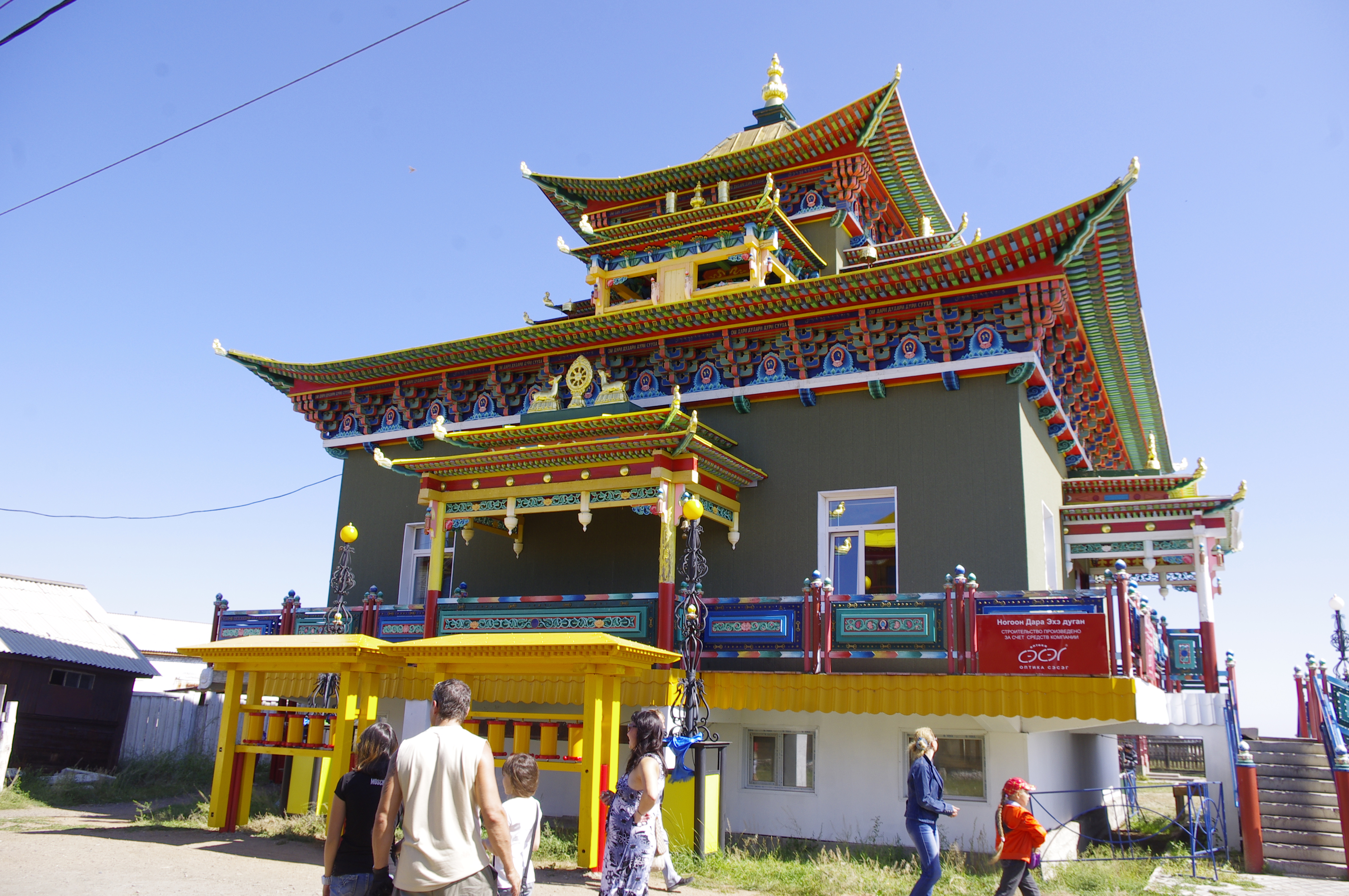
位於布里亞特共和國的伊沃尔加扎仓

扎仓（藏語：གྲྭ་ཚང་，威利转写：grwa tshang，藏语拼音：chacang）是藏传佛教格鲁派寺院中设置的学院，为寺院内的宗教组织单位。
但在中国呼伦贝尔锡尼河两苏木及俄罗斯的布里亚特等地，“扎仓”（内蒙古亦写作ᠷᠠᠰᠠᠩ
(ᢎᠠᠼᠠᠩ)，巴尔虎布里亚特音：dacang，俄语：）用来代指佛寺（Bûdd'in ĥume）。例如，锡尼河庙的蒙文就是“锡尼合恩扎仓”（Xeneheen dasang）而不是“锡尼合恩庙”（Xeneheen ĥume）。

## 概述
“扎仓”一词来自藏语，原为“僧舍”之意，可译作学院、学塾、学部。
传统的扎仓是藏传佛教寺院的宗教组织单位，各个扎仓在寺内具有一定独立性，各自拥有相应的殿堂及管理制度。按学经性质不同，可分为居巴扎仓（密宗）、参尼扎仓（宗教哲学）、丁科扎仓（天文历算）、曼巴扎仓（医学）等。

## 布里亚特与俄罗斯的扎仓
在革命前的俄国，扎仓只存在于布里亚特地区，包括现在的布里亚特共和国和外贝加尔（这一区域有很多扎仓是在1990年代重建或创建的）。与传统扎仓不同的是，布里亚特的扎仓是独立的宗教机构。在布里亚特，“寺院”与“扎仓”意义相同。
俄罗斯的扎仓于1734年被帝国正式承认。根据1853年的法令，有2座扎仓被伊尔库茨克政府所承认，其余的被外贝加尔政府所承认。第一座建立在欧洲的扎仓是位于圣彼得堡的Datsan Gunzechoinei。
1927年至1938年间，布里亚特地区所有的扎仓被关闭或摧毁。1945年，伊沃尔加扎仓开放。之后，Aginsky datsan也开放了。